# Кеннеди, Джошуа
Джо́шуа Блэйк Ке́ннеди (англ. Joshua Blake Kennedy; 20 августа 1982, Водонга, Виктория) — австралийский футболист, нападающий. Из-за своей внешности получил прозвище «Иисус».
Профессиональную карьеру Кеннеди начал в австралийском клубе «Карлтон». В 2000 году, он переезжает в Германию, перейдя в «Вольфсбург». Всего в Германии Кеннеди провёл девять лет и сменил шесть клубов, чередуя клубы Бундеслиги с командами 2-го и 3-го дивизионов. С 2009 года Кеннеди выступал за японский «Нагоя Грампус», в котором благодаря своему высокому росту стал одним из лучших бомбардиров команды.
В национальной сборной Джошуа Кеннеди дебютировал 7 июня 2006 года в матче со сборной Лихтенштейна, проведя всего в её составе 36 матчей и забив 17 мячей. Кеннеди был в составе сборной Австралии на чемпионате мира 2006 и чемпионате мира 2010.

## Достижения
- Серебро Чемпионата мира среди юношей: 1999
- Обладатель Кубка Германии: 2006/07
- Лучший игрок месяца в Бундеслиге: 2008 (февраль)